# Toronto Film Critics Association Awards 2006
10. ročník předávání cen asociace Toronto Film Critics Association se konal dne 19. prosince 2006.

## Vítězové
Nejlepší film:
1. Královna
2. Skrytá identita a Let číslo 93

Nejlepší režisér:

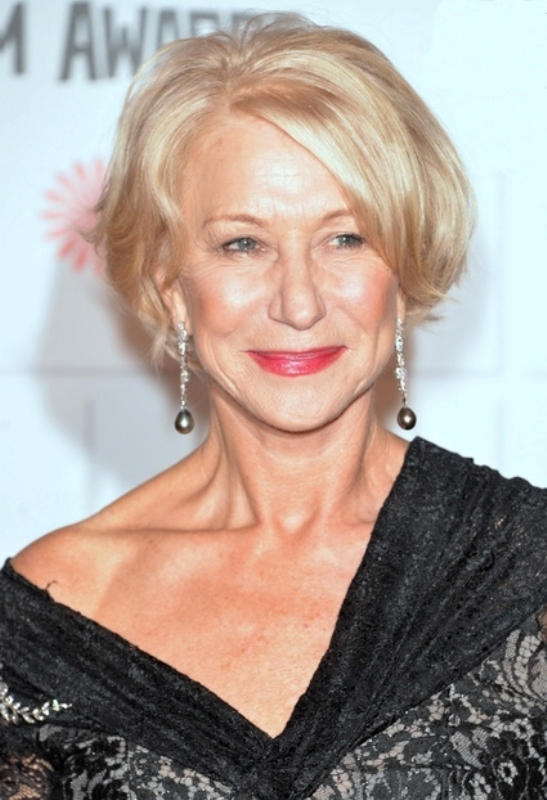
Helen Mirren, vítězka ceny pro nejlepší herečku v hlavní roli

1. Jean-Pierre a Luc Dardenne – Dítě a Stephen Frears – Královna (remíza)
2. Paul Greengrass – Let číslo 93 a Martin Scorsese – Skrytá identita

Nejlepší herec v hlavní roli:
1. Sacha Baron Cohen – Borat: Nakoukání do amerycké kultůry na obědnávku slavnoj kazašskoj národu
2. Ryan Gosling – Half Nelson a Forest Whitaker – Poslední skotský král

Nejlepší herečka v hlavní roli:
1. Helen Mirrenová – Královna
2. Penélope Cruz – Volver a Judi Dench – Zápisky o skandálu

Nejlepší herec ve vedlejší roli:
1. Michael Sheen – Královna
2. Danny Huston – Proposition a Mark Wahlberg – Skrytá identita

Nejlepší herečka ve vedlejší roli:
1. Cate Blanchett – Zápisky o skandálu
2. Jennifer Hudson – Dreamgirls a Rinko Kikuchi – Babel

Nejlepší scénář:
1. Peter Morgan – Královna
2. Guillermo Arriaga – Babel a William Monahan – Skrytá identita

Nejlepší dokument:
1. Manufactured Landscapes
2. Nepříjemná pravda a Chraň nás od zlého

Nejlepší animovaný film:
1. Happy Feet
2. Za plotem a Temný obraz

Nejlepší cizojazyčný film:
1. Dítě (Belgie)
2. Faunův labyrint (Mexico/Španělsko) a Volver (Španělsko)

Nejlepší kanadský film:
1. Manufactured Landscapes
2. Deníky Knuda Rasmussena, Poprask mezi haraburdím a Six Figures

### Nejlepší první film
1. Jason Reitman – Děkujeme, že kouříte
2. Rian Johnson – Zmizení a Jonathan Dayton a Valerie Faris – Malá Miss Sunshine